# Paillataru
Paillataru fue un toqui o líder mapuche entre 1564-1574. Sucesor de Illangulién en 1564 después de su muerte en la Batalla de Angol. Se decía que Paillataru era hermano o el primo de Lautaro.

## Biografía
Durante los primeros años de su mando llevó malones de vez en cuando para saquear las pertenencias de los españoles, siempre evitando un conflicto decisivo. En 1565, Paillataru con un cuerpo de tropas atacó la ciudad de Cañete. La Real Audiencia que había tomado el control del gobierno de Chile, intentó hacer la paz con Paillataru. Llevó a cabo las negociaciones, pero con el objetivo de retrasar el conflicto. Durante las negociaciones Paillataru aprovechó la oportunidad para construir una pucará en una posición naturalmente fuerte, a dos leguas de Cañete.
Cuando se supo en Concepción de la actividad Paillataru, el tribunal perdió sus esperanzas de paz y nombró capitán a Martin Ruiz de Gamboa a la cabeza de un ejército de 100 españoles y 200 indios auxiliares, con Lorenzo Bernal del Mercado como su Maestre de Campo. La fuerza de Gamboa tomó y destruyó la fortaleza después de una larga lucha, y dispersó al ejército de Paillataru, matando 200 de ellos y capturando a muchos, lo que significó que durante mucho tiempo los mapuches no pudieran reunirse para realizar operaciones de importancia.
En 1568 Paillataru había reunido un nuevo ejército y ocupó las alturas de Catirai junto a los moluches a las órdenes de Llanganabal y Millalelmo. Inmediatamente, el nuevo gobernador Melchor Bravo de Saravia marchó contra el toqui con trescientos soldados españoles y un gran número de indios auxiliares. Los mapuches provocaron a los españoles una gran derrota y el gobernador escapó con el resto de sus tropas a Angol, donde renunció al mando del ejército, nombrando a Gamboa general. Intimidado por su derrota, Gamboa ordenó evacuar la fortaleza de Arauco, dejando a un gran número de caballos para ser capturados por los mapuches.
Paillataru, se había trasladado de Catirai para destruir la fortaleza española en Quiapo, luego marchó en contra de Cañete, a la que trató de sitiar. Sin embargo, Gamboa salió a su encuentro con todas las tropas que pudo reclutar y en una sangrienta y larga batalla Paillataru fue obligado a retirarse. Gamboa, intentó la invasión del territorio mapuche, con la intención de saquearlo, pero Paillataru regresó con tropas frescas y Gamboa optó por retirarse.
Sucedió a la muerte de Paillataru el toqui Paineñamcu, el nombre mapuche del mestizo Alonso Díaz. 